# 渭城区
渭城区（いじょう-く）は中華人民共和国陝西省咸陽市に位置する市轄区。

## 行政区画
- 街道:中山街道、文匯街道、新興街道、渭陽街道、渭城街道、窯店街道、正陽街道、周陵街道、底張街道、北杜街道

## 交通
- 空港：西安咸陽国際空港 - 底張街道にある